# Afrique (paquebot 1881)
Afrique est le nom d'un paquebot français de la Compagnie générale transatlantique lancé en 1881.

## Ne pas confondre avec
- le paquebot L’Afrique construit en 1907 pour la Compagnie de navigation des Chargeurs Réunis, disparu dans un naufrage en 1920.